# Câu lạc bộ bóng đá nữ Hà Nội II
Câu lạc bộ bóng đá nữ Hà Nội II là một câu lạc bộ bóng đá nữ Việt Nam, có trụ sở tại Hà Đông, Hà Nội, Việt Nam. Đội bóng đang chơi tại Giải bóng đá nữ vô địch quốc gia. Đội bóng hiện đang chơi tại Sân vận động Hà Đông.

## Lịch sử
Câu lạc bộ thành lập vào năm 1998 với tên gọi Câu lạc bộ Bóng đá nữ Hà Tây tại tỉnh Hà Tây, Việt Nam. Thành tích cao nhất của câu lạc bộ là đội nữ Hà Tây trước đây với chức vô địch Quốc gia năm 2006. Huấn luyện viên khi đó là ông Giả Quản Thác lập kỷ lục với 5 chức vô địch Quốc gia dành cho nữ. Tuy nhiên vào năm 2008, do tỉnh Hà Tây sáp nhập vào thủ đô Hà Nội nên Câu lạc bộ đổi tên thành Hòa Hợp Hà Tây. Từ năm 2009 đến năm 2011, Câu lạc bộ liên tục đổi tên thành Hòa Hợp Hà Nội (2009), Hà Nội Tràng An II (2010-2011). Từ năm 2012 cho đến năm 2017, Câu lạc bộ duy trì với cái tên Hà Nội II và được xem là đội bóng sân sau của Hà Nội I. Mùa giải 2017 là mùa giải cuối cùng của câu lạc bộ bóng đá này trước khi chấm dứt sự tồn tại của họ.
Mùa giải 2020, đội bóng được đăng ký tham dự giải Quốc gia trở lại với cái tên "Hà Nội II Watabe", dưới sự dẫn dắt của Huấn luyện viên Đặng Quốc Tuấn.

## Tên gọi của đội bóng
- 1998-2007: Hà Tây;
- 2008: Hòa Hợp Hà Tây;
- 2009: Hòa Hợp Hà Nội;
- 2010-2011: Hà Nội Tràng An II;
- 2012-2017: Hà Nội II;
- 2018-2019: Không tồn tại;
- 2020: Hà Nội II Watabe

## Danh hiệu

### Danh hiệu trong nước
- Giải bóng đá nữ vô địch quốc gia

 Vô địch (1): 2006
 Á quân (3): 2000, 2001, 2007
 Hạng ba (6): 1998, 2002, 2003, 2005, 2008, 2009
- Giải bóng đá nữ U19 quốc gia

 Vô địch (3): 2007, 2008,

## Đội hình hiện tại
Tính tới ngày 11 tháng 11 năm 2017:
Ghi chú: Quốc kỳ chỉ đội tuyển quốc gia được xác định rõ trong điều lệ tư cách FIFA. Các cầu thủ có thể giữ hơn một quốc tịch ngoài FIFA.
| Số | VT | Quốc gia | Cầu thủ                |
| -- | -- | -------- | ---------------------- |
| 1  | TM | Việt Nam | Trần Thị Mận           |
| 2  | HV | Việt Nam | Nguyễn Thị Xuân Diệp   |
| 3  | HV | Việt Nam | Đình Thị Kim Huế       |
| 4  | HV | Việt Nam | Nguyễn Thị Hoài Thương |
| 5  | HV | Việt Nam | Nguyễn Thị Hằng        |
| 6  | HV | Việt Nam | Nguyễn Thị Thúy        |
| 7  | TV | Việt Nam | Trần Thị Nhung         |
| 8  | HV | Việt Nam | Đặng Thị Linh          |
| 9  | TV | Việt Nam | Nguyễn Kiều Diễm       |
| 10 | TĐ | Việt Nam | Trần Thị Hải Linh      |
| 11 | TV | Việt Nam | Phạm Thị Thu Hiền      |
| 12 | TĐ | Việt Nam | Nguyễn Thị Nga         |
| 13 | TM | Việt Nam | Đỗ Thị Quỳnh           |

| Số | VT | Quốc gia | Cầu thủ                |
| -- | -- | -------- | ---------------------- |
| 14 | TĐ | Việt Nam | Nguyễn Thị Hoa         |
| 15 | TV | Việt Nam | Nguyễn Thị Kim Anh     |
| 16 | TĐ | Việt Nam | Đào Thị Hiền           |
| 17 | TV | Việt Nam | Phạm Thị Lan Anh       |
| 18 | TV | Việt Nam | Nguyễn Thị Thanh Nhã   |
| 19 | TĐ | Việt Nam | Nguyễn Thị Nguyệt Nga  |
| 20 | TM | Việt Nam | Nguyễn Thị Hằng        |
| 21 | TV | Việt Nam | Nguyễn Thị Thùy        |
| 22 | TV | Việt Nam | Nguyễn Thị Vân Anh (C) |
| 23 | TV | Việt Nam | Trịnh Hà Chi           |
| 24 | TĐ | Việt Nam | Nguyễn Thị Trang       |
| 25 | TM | Việt Nam | Nguyễn Thu Phương      |

## Các huấn luyện viên trong lịch sử
| Các huấn luyện viên trưởng của Hà Nội II \| - 1998-2005: Lâm Ngọc Lập - 2006-2008: Giả Quảng Thác - 2009-2010: Nguyễn Văn Thành - 2011-2017: Vũ Bá Đông - 2020-: Đặng Quốc Tuấn \| |
| - 1998-2005: Lâm Ngọc Lập - 2006-2008: Giả Quảng Thác - 2009-2010: Nguyễn Văn Thành - 2011-2017: Vũ Bá Đông - 2020-: Đặng Quốc Tuấn                                                |

## Các đội trưởng trong lịch sử
| Các đội trưởng của Hà Nội II \| - 2017: Nguyễn Thị Vân Anh \| |
| - 2017: Nguyễn Thị Vân Anh                                    |

## Thành tích tạiGiải nữ Vô địch Quốc gia
| Thành tích của Hà Nội II tại Giải Vô địch Quốc gia | Thành tích của Hà Nội II tại Giải Vô địch Quốc gia | Thành tích của Hà Nội II tại Giải Vô địch Quốc gia | Thành tích của Hà Nội II tại Giải Vô địch Quốc gia | Thành tích của Hà Nội II tại Giải Vô địch Quốc gia | Thành tích của Hà Nội II tại Giải Vô địch Quốc gia | Thành tích của Hà Nội II tại Giải Vô địch Quốc gia | Thành tích của Hà Nội II tại Giải Vô địch Quốc gia | Thành tích của Hà Nội II tại Giải Vô địch Quốc gia |
| Năm                                                | Thành tích                                         | St                                                 | T                                                  | H                                                  | B                                                  | Bt                                                 | Bb                                                 | Điểm                                               |
| -------------------------------------------------- | -------------------------------------------------- | -------------------------------------------------- | -------------------------------------------------- | -------------------------------------------------- | -------------------------------------------------- | -------------------------------------------------- | -------------------------------------------------- | -------------------------------------------------- |
| 1998                                               | Hạng 3                                             | -                                                  | -                                                  | -                                                  | -                                                  | -                                                  | -                                                  | -                                                  |
| 1999                                               | Thứ 4                                              | -                                                  | -                                                  | -                                                  | -                                                  | -                                                  | -                                                  | -                                                  |
| 2000                                               | Á quân                                             | -                                                  | -                                                  | -                                                  | -                                                  | -                                                  | -                                                  | -                                                  |
| 2001                                               | Á quân                                             | -                                                  | -                                                  | -                                                  | -                                                  | -                                                  | -                                                  | -                                                  |
| 2002                                               | Hạng ba                                            | -                                                  | -                                                  | -                                                  | -                                                  | -                                                  | -                                                  | -                                                  |
| 2003                                               | Hạng ba                                            | -                                                  | -                                                  | -                                                  | -                                                  | -                                                  | -                                                  | -                                                  |
| 2004                                               | Thứ 5                                              | 10                                                 | 2                                                  | 2                                                  | 6                                                  | 10                                                 | 14                                                 | 8                                                  |
| 2005                                               | Hạng ba                                            | 10                                                 | 5                                                  | 4                                                  | 1                                                  | 20                                                 | 6                                                  | 19                                                 |
| 2006                                               | Vô địch                                            | 10                                                 | 7                                                  | 1                                                  | 2                                                  | 18                                                 | 6                                                  | 22                                                 |
| 2007                                               | Á quân                                             | 10                                                 | 4                                                  | 6                                                  | 0                                                  | 18                                                 | 6                                                  | 18                                                 |
| 2008                                               | Hạng ba                                            | 10                                                 | 5                                                  | 3                                                  | 2                                                  | 13                                                 | 9                                                  | 18                                                 |
| 2009                                               | Hạng ba                                            | 10                                                 | 4                                                  | 2                                                  | 4                                                  | 13                                                 | 8                                                  | 14                                                 |
| 2010                                               | Thứ 5                                              | 10                                                 | 1                                                  | 3                                                  | 5                                                  | 7                                                  | 13                                                 | 6                                                  |
| 2011                                               | Thứ 6                                              | 10                                                 | 0                                                  | 4                                                  | 6                                                  | 5                                                  | 17                                                 | 4                                                  |
| 2012                                               | Thứ 5                                              | 10                                                 | 1                                                  | 3                                                  | 6                                                  | 9                                                  | 24                                                 | 6                                                  |
| 2013                                               | Thứ 6                                              | 10                                                 | 0                                                  | 2                                                  | 8                                                  | 2                                                  | 24                                                 | 2                                                  |
| 2014                                               | Thứ 6                                              | 10                                                 | 0                                                  | 0                                                  | 10                                                 | 7                                                  | 29                                                 | 0                                                  |
| 2015                                               | Thứ 5                                              | 12                                                 | 3                                                  | 2                                                  | 7                                                  | 12                                                 | 34                                                 | 11                                                 |
| 2016                                               | Thứ 6                                              | 14                                                 | 2                                                  | 2                                                  | 10                                                 | 8                                                  | 41                                                 | 8                                                  |
| 2017                                               | Thứ 8                                              | 14                                                 | 0                                                  | 2                                                  | 12                                                 | 4                                                  | 41                                                 | 2                                                  |
| 2020                                               | Thứ 6                                              | 14                                                 | 3                                                  | 1                                                  | 10                                                 | 7                                                  | 24                                                 | 10                                                 |